# Edward Ruscha
Edward Ruscha (ur. 16 grudnia 1937 w Omaha) – amerykański artysta. Jeden z głównych przedstawicieli nurtu pop-art. 
Urodził się 16 grudnia 1937 w Omaha w stanie Nebraska. Dorastał w Oklahoma City. W drugiej połowie lat 50. przeniósł się do Los Angeles. Studiował na tamtejszym Chouinard Art Institute (obecnie California Institute of the Arts). W 1963 miał pierwszą indywidualną wystawę w Ferus Gallery w Los Angeles. W tym samym roku wydał książkę Twentysix Gasoline Stations. Jest uznawana za pierwszą książkę artystyczną.  

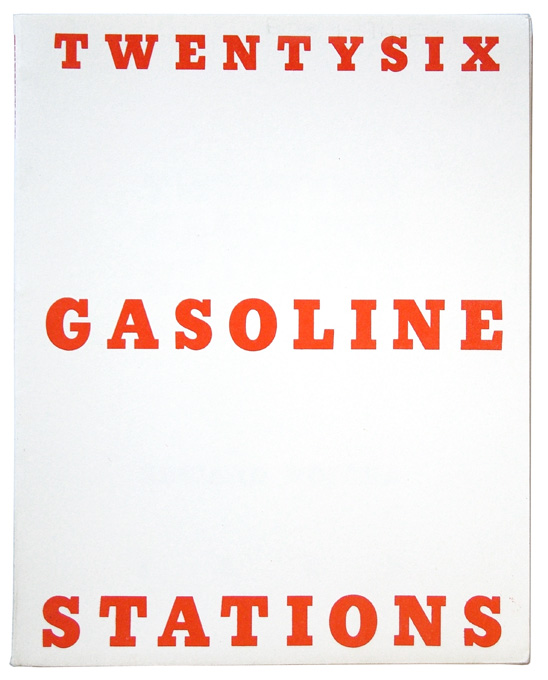
Okładka książki Twentysix Gasoline Stations

W drugiej połowie lat 60. zyskał rozgłos za sprawą obrazów pop-art. Do najbardziej znanych prac z tego okresu należy Standard Station z 1966.  
Jego prace znajdują się w kolekcjach m.in. Museum of Modern Art oraz Tate Modern. 
W 2023 stworzył okładkę do ostatniego singla zespołu The Beatles zatytułowanego "Now and Then".